# 美洲中國日報
《美洲中國日報》（Zhong Guo Daily News）於1995年由偉博文化在洛杉磯創辦，每週7天發行。
從1990年開始，改革開放的影響逐漸伸展海外，美國華人社區結構改變，來自中國大陆的移民人數急遽成長，改變過去以香港及台灣移民為主的現象。偉博文化針對華文讀者市場的結構變化，創辦了一份以中國移民讀者為市場導向的日報《美洲中国日报》。
《美洲中国日报》是一份讀者針對性強而且確定的報紙。這份報紙與在中國發行的《中國日報》沒有關係，是沒有任何官股的民營華僑媒體，為了兼顧傳統華僑社區以及越南、柬埔寨、寮國華人讀者閱讀習慣，採用繁體漢字刊印。《美洲中國日報》除印刷版本外，在《華人今日網》上有電子版。
《美洲中國日報》在洛杉磯華人社區經常舉辦各種活動。1996年開始舉辦兒童繪畫比賽，每年都有超過1000名小朋友參加，是華人社區最重要活動之一。另外也定期舉辦新移民講座，邀請專業人士解答新移民的有關問題，受到华人社区广泛的肯定。

## 外部連結
- 華人今日網 （页面存档备份，存于）